# Rosa snapper
Rosa snapper (Pristipomoides filamentosus) är en fisk i familjen Lutjanidae (vars medlemmar ofta kallas snappers) som finns i Indiska oceanen och Stilla havet samt sydöstra Atlanten vid Sydafrika. 

## Utseende
Den rosa snappern är en fisk med slank kropp. Munnen har två tandrader, en yttre med kraftigare, konformade, och en indre med smala, spetsiga tänder. Ryggfenan består av 10 taggstrålar, följda av 12 mjukstrålar. Analfenan har en liknande uppbyggnad med 3 taggstrålar och 8 mjukstrålar. Sista fenstrålen i både rygg- och analfenan är förlängd till korta utskott; bröstfenorna är långa, och når förbi anus. Stjärtfenan är kraftigt urgröpt och gaffelformad. Färgen på rygg och sidor varierar från brunaktig till purpurröd; på huvudet har den tunna, gula linjer och blå fläckar. Rygg- och stjärtfenorna är ljust blåaktiga med rödorange kanter. Som mest kan den bli 100 cm lång och väga 8,154 kg, men blir oftast inte mycket mer än 50 cm lång.

## Vanor
Arten lever över klppbotten på djup mellan 90 och 360 m, vanligast från 180 till 270 m. Födan består av småfisk, räkor, krabbor, märlkräftor, sjöpungar och salper. Som mest kan den bli 18 år gammal.

### Fortplantning
Den rosa snappern blir könsmogen vid en längd av 20 till 25 cm. Vid Hawaii leker den mellan mars och december, med en topp under maj till september.

## Utbredning
Utbredningsområdet omfattar Indiska oceanen och Stilla havet från Östafrika till Hawaii och Tahiti samt norrut till södra Japan och söderut till östra Australien och Lord Howeön.

## Betydelse för människan
Den rosa snappern är en omtyckt matfisk med rosafärgat, hållbart kött. Den är föremål för ett betydande, kommersiellt fiske, främst med långrev, och betingar ofta höga priser. Fångsten saluförs vanligen färsk.